# Aakash

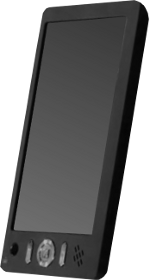
La tablette

Aakash est une tablette tactile conçue et développée par la société DataWind. De fabrication indienne, elle est remarquée pour son prix estimé à une trentaine d'euros. Elle embarque le système d'exploitation Android.